# Bernard Fournier (musicologue)
Pour les articles homonymes, voir Fournier.
Pour l’article homonyme, voir Bernard Fournier pour l'homme politique.
Bernard Fournier (Moulins, 22 avril 1943) est un auteur et conférencier français spécialiste de l'œuvre de Beethoven et du Quatuor à cordes.
Ingénieur de formation (École centrale de Lille, 1967), il est l'auteur d'une thèse sur Stendhal (Sémiologie des personnages de Lucien Leuwen, Université Paris-VIII, 1976) et d'une thèse d’État (Beethoven et la modernité, 1827 pages, Université Paris-VIII, 1993). Il a été chargé de cours au département de musicologie de l'Université Paris-VIII où il a préparé les étudiants à l’agrégation de musique (Histoire de la musique). Son approche de la musicologie, qui se veut interdisciplinaire et humaniste, établit des liens avec les autres arts, mais surtout avec la littérature et la philosophie.

## Publications
Bernard Fournier publie, dans les années 1970, plusieurs articles d’analyse littéraire et de musicologie (notamment dans la revue Europe). Il est l’auteur de L'Esthétique du quatuor à cordes (Fayard 1999), ouvrage qui s'interroge sur la nature et les spécificités du quatuor en se référant essentiellement au quatuor classique, celui de Haydn, Mozart et Beethoven ainsi qu'aux grands quatuors du début du XXe siècle.
Ce premier essai est suivi de L'histoire du quatuor à cordes en trois volumes (Fayard 2000, 2004, 2010)
- le tome 1 traite de la période de Haydn à Brahms et consacre près de 700 pages aux quatuors de Beethoven, apogée du genre et bible des quartettistes ;
- le tome 2 étudie la période allant de 1870 à l’entre-deux-guerres et accorde une place de choix au renouveau du quatuor au début du XXe siècle, porté notamment par Stravinsky, les compositeurs de l'École de Vienne, Bartók et Janáček.
- le tome 3 couvre la période de l’entre-deux-guerres à 2009.

Ces deux derniers ont été réalisés en collaboration avec Roseline Kassap-Riefenstahl.
- Il a publié en 2014 le Panorama du quatuor qui est une synthèse des trois volumes de L'histoire du quatuor à cordes.

Vient ensuite en 2016, toujours chez Fayard Le Génie de Beethoven qui étudie l'œuvre du compositeur à travers trois catégories, l'énergie, l'espace, le temps.
- Depuis 2006, il publie une série d’articles détaillés sur la Missa Solemnis dans la revue de l’Association Beethoven France et Francophonie[1] dont il est un membre fondateur (1969).

## Prix littéraires
L'Esthétique du quatuor à cordes a obtenu le prix des Muses 2000 du meilleur essai. 

Le troisième tome de L'histoire du quatuor à cordes a été salué par quatre prix :
- le coup de cœur 2010 de l’Académie Charles-Cros (musique contemporaine);
- le prix 2009-2010 du Syndicat professionnel de la critique ;
- le prix Catenacci 2010 de l’Académie des beaux-arts ;
- et le prix des Muses 2011 du meilleur ouvrage d'histoire de la musique.

## Notices de concerts et conférences
Bernard Fournier est fréquemment sollicité pour rédiger des notices de concert (ProQuartet, Abbaye de l’Épau, Auditorium du Musée d’Orsay, Philharmonie de Paris, Philharmonie Luxembourg, Quatre archets pour Dijon, Musicades, Insula Orchestra etc.) et des articles sur le quatuor à cordes, comme ce fut le cas pour les biennales 2003, 2005, 2011 de la Cité de la Musique de Paris. Il est régulièrement invité à prononcer des conférences dans le cadre de manifestations où le quatuor à cordes occupe une place importante : 
- concours de quatuor de Bordeaux 2001 ;
- cycle de conférences et d’ateliers sur le quatuor (IRCAM [2001-2002-2017] ;
- Folle journée de Nantes 2005 2007, 2008, 2020 – avec, dans ce cadre, la rédaction de Les Quatuors de Beethoven, guide d’écoute pour une intégrale chronologique, publié en 2005 par les éditions MIRARE pour qui il a aussi rédigé un chapitre de L’Harmonie des peuples publié en 2006);
- conférences dans le cadre de l’Académie de musique de chambre de Villecroze, de l’Académie de Flaine, du CNR de Paris, du Festival de quatuor en Pays de Fayence, du Musée d’Orsay, du Théâtre de Dijon, des Musicades de Lyon, de l'association Quatuorissimo à Tournai (Belgique),de l'IRCAM, de la Cité de la Musique, etc.

Il est également intervenu dans le cadre des colloques de l'Université Lumière Lyon II respectivement Le quatuor dans ses extrêmes et Le duo violoncelle -piano dont les actes ont été publiés aux éditions Microsillon.

## Émissions de télévision et de radio, vidéos.
Il a également participé à des émissions de télévision (Antenne 2, Télévision de Suisse romande, Direct 8, Baglis) et à de nombreuses émissions de radio autour du quatuor à cordes sur France Musique (Papier à musique, Les Imaginaires, Cordes sensibles, La Terrasse des audiences, Plaisir de la musique, La Tribune des critiques de disques, etc.), sur France-Culture (Décibels, Les Chemins de la musique, Movimento) ou à la Radio Télévision Suisse RTS (Disques en lice) et à la RTBF, Fréquence protestante, Radio Shalom.
Il a réalisé de nombreuses vidéos sur les quatuors du XXe siècle pour Universal Music Publishing Classical, Durand Salabert Eshig,  notamment ceux de Ravel, Magnard, Bonnal, Milhaud, Koechlin, Tansman, Honegger, Enesco, Roussel, Scelsi, Monnet, Bacri, Dusapin, Fénelon, Hersant et Manoury.

## Bernard Fournier,  le Quatuor Ysaÿe et autres
Il a travaillé en collaboration avec le Quatuor Ysaÿe jusqu'à sa dissolution en 2014 pour des présentations de concerts du cycle chronologique des quatuors de Beethoven (Tours, Saint-Émilion, Nîmes 2004-2005), pour les concerts Beethoven-Bartók de Dijon (2007), pour la rédaction de tous les livrets des enregistrements du quatuor publiés sous les labels :
- Æon pour lequel il a rédigé les textes des livrets d’accompagnement des disques Haydn, Schumann, Magnard-Fauré, ainsi que Beethoven ;
- Ysaÿe Records : Mozart, Quatuors avec piano ; Haydn, Sept Paroles du Christ ; Franck, Quintette, Sonate, Quatuor ; Brahms, Opus 67 ; Schoenberg, Nuit transfigurée ; Beethoven, opus 18 no 3, 74, 135.

Il a aussi rédigé les livrets des disques du label Nascor, distribué par Harmonia Mundi pour les Quatuors Modigliani, Voce, Hermès ainsi que pour les duos Takahashi-Baldwin (Mélodies de Fauré), Goko-Ueda (Sonates pour violon et piano de Brahms) et pour des solistes : la violoniste Fanny Clamagirand (Sonates d'Ysaÿe), le violoncelliste István Várdai (Elgar, Janáĉek, Prokofiev), les pianistes Alberto Nosè (Schumann, Prokofiev), Lorenzo Soulès (Mozart, Beethoven, Brahms, Scriabin), Hyo Joo Lee (Beethoven, Schumann), enfin pour la soprano Polina Pasztircsák (Strauss, Chostakovitch, Bartók, Kodály).
Il a rédigé également des notes discographiques pour les quatuors Ébène, Debussy, Girard, Psophos, Ardeo, Rosamonde, Terpsycordes et Callidore.

## Bernard Fournier musicien
Outre ses activités de musicologue, Bernard Fournier a été, pendant quarante ans, premier violon de quatuors semi-professionnels, le Quatuor Serioso et le Quatuor Antonia avec lesquels il a donné en concert notamment l’intégrale des quatuors de Beethoven.

## Ouvrages
- L'Esthétique du quatuor à cordes, Paris, Éditions Fayard, coll. « Musique », 1999, 706 p. (ISBN 978-2-213-60507-4)Prix des muses du meilleur essai, 2000[2].
- Histoire du quatuor à cordes, t. 1 : De Haydn à Brahms, Paris, Éditions Fayard, coll. « Musique », 2000, 1224 p. (ISBN 978-2-213-60758-0)
- avec Roseline Kassap-Riefenstahl, Histoire du quatuor à cordes, t. 2 : De 1870 à l'entre-deux-guerres, Paris, Éditions Fayard, coll. « Musique », 2004, 1296 p. (ISBN 978-2-213-61069-6)
- avec Roseline Kassap-Riefenstahl, Histoire du quatuor à cordes, t. 3 : De l'entre-deux-guerres au XXIe siècle, Paris, Éditions Fayard, coll. « Musique », 2010, 1549 p. (ISBN 978-2-213-63599-6)
- Guide d’écoute des quatuors de Beethoven : dans le cadre de l'intégrale chronologique du Quatuor Ysaÿe à la Folle journée 2005, Nantes, Mirare, 2005, 55 p.Ce dernier guide qu’on ne trouve pas en librairie, peut être commandé chez MIRARE ou sur le site de l’Association Beethoven France.
- Panorama du quatuor à cordes, Paris, Éditions Fayard, coll. « Musique », 2014, 327 p. (ISBN 978-2-213-67722-4)
- Le Génie de Beethoven, Paris, Éditions Fayard, coll. « Les Chemins de la musique », 2016, 439 p. (ISBN 978-2-213-67718-7)
- Beethoven et après. Ouvrage collectif. Éditions Fayard/Mirare, Paris, 2020, Chapitre Modernités de Beethoven pages 117 à 154  (ISBN 978-2-213-71658-9)
- À l'écoute des quatuors de Beethoven. Éditions Buchet/Chastel, Paris, 2020, 298 pages  (ISBN 978-2-283-03334-0)

## Travaux et publications
Cette liste chronologique comprend les livres, les thèses et les articles, mais ne comprend pas les livrets de disque et les programmes de concert.
- 1970 – Octobre, « Beethoven et la modernité », Revue Europe no 498, p. 87–98
- 1972 – Juillet-août, « Comment Stendhal présente Mme de Chasteller », Revue Europe no 519-521, p. 157–186
- 1976 – Juin, Sémiologie des personnages de Lucien Leuwen (Thèse de 3e cycle, Université Paris 8), 776 pages
- 1977 – Septembre, « Aspects du vocalisme beethovénien », Cahiers de l’Association Beethoven France, no 12 (31 pages)
- 1980 – Mai, « L’Ut mineur, une clef de l’esthétique beethovénienne », Cahiers de l’Association Beethoven France, no 13 (40 pages)
- 1993 – Mars, Beethoven et la modernité (Thèse d’État, Université de Paris 8, 1827 pages)
- 1997 – Automne, « Le Quatuor à cordes : Quaternité et individuation », écrit avec Lucile Héraud, Cahiers jungiens de psychanalyse, no 90, automne 1997 (Q. 23-28)  (ISSN 0984-8215), p. 23–38
- 2003 – Automne, « La Quadrature du cercle », dans Revue de la Cité de la musique, no 43, septembre à décembre p. 22–23  (ISSN 1259-1394)), dans le cadre de la 1re biennale de quatuor
- 2004 – Septembre, « Le Quatuor opus 131 de Beethoven, une architecture intégrée tendue vers son final », dans Revue Analyse musicale, no 51)  (ISSN 0295-3722)
- 2005 – Automne, « Jeu sans frontière », dans Revue de la Cité de la musique, no 49, p. 22–23  (ISSN 1259-1394) (septembre à décembre), dans le cadre de la 2e biennale de quatuor
- 2006
Hiver, « Le Cycle de quatuors de Villa-Lobos », dans Quatuorissime, no 58-59  (ISSN 1241-7262) p. 8–17
Automne, « L’Harmonie des peuples » (Fayard/Mirare), chapitre 4. Les grands quatuors des Écoles nationales d’Europe centrale (Tchécoslovaquie, Hongrie (57 pages [p. 125–182])
Automne, « La Missa Solemnis, chef-d’œuvre mal entendu. I - Problématique de l’œuvre », dans Revue de l’ABF, no 6, p. 52–57
- 2007
Printemps, « Beethoven compositeur d’opéra : humanisme héroïque et pensée visionnaire », dans Revue de l’ABF no 7, p. 21–31
« La Missa Solemnis, chef-d’œuvre mal entendu. II – Une œuvre dialectique », dans Revue de l’ABF, no 7, p. 91–104
Juin, « Les Quatuors de Nicolas Bacri (nos 1 à 6) », dans Quatuorissime, no 60  (ISSN 1241-7262) (p. 10–20)
Automne, « Le Septième quatuor de Nicolas Bacri », dans Quatuorissime, no 61  (ISSN 1241-7262) (p. 8–12)
- 2008
Ier semestre, « La Missa Solemnis, chef-d’œuvre mal entendu. III – A la Recherche du sens perdu », dans Revue de l’ABF, no 9, p. 39–61
Automne, « L’Œuvre pour quatuor d’André Boucourechliev », dans Quatuorissime, no 63  (ISSN 1241-7262) (p. 15–26)
« Un Panorama de la musique de chambre en France », ProQuartet, 9e Rencontre de Fontainebleau (p. 7–9)
- 2009
Ier semestre, « La Missa Solemnis, chef-d’œuvre mal entendu. IV – Le Kyrie », dans Revue de l’ABF, no 11, p. 61–73
Printemps-été, « Martinu dans l’école tchèque après Janáček », dans Quatuorissime, no 64  (ISSN 1241-7262) (p. 14–25)
Septembre, « Programme de l’Intégrale des quatuors de Beethoven par le Quatuor Auryn » (Musicades [20e anniversaire]), Lyon.
- 2010 – Novembre, Cours pour le CNED sur la question d’agrégation 2010–2011 (120 pages) : « Le Quatuor à cordes aux XIXe et XXe siècles : les avatars d’une figure tutélaire ? »
- 2011
Janvier, « Le quatuor à cordes aux XIXe et XXe siècles, figure emblématique de la musique savante occidentale » (12 pages), L’Éducation musicale (no 569)
Mai, « L’Héritage beethovénien », Proquartet, Les Rencontres musicales en Seine et Marne (p. 8–9)
- 2012 – Janvier, « La Magie du quatuor », dans Revue de la Cité de la musique, no 68, p. 22–23  (ISSN 1259-1394) (janvier à mars) dans le cadre de la  2e biennale de quatuor et textes de programme sur les quatuors de Wolfgang Rihm.
- Le Gloria I, p. 71 à 81 Revue de l'ABF, no 13
- Le Gloria II Parcours expressif, signification esthétique et religieuse, p. 87 à 102 Revue de l'ABF, no 14
- 2013, Le Credo I p. 80 à 92, Revue de l'ABF, no 15
- 2014 Le Credo II, p. 91 à 115 Revue de l'ABF, no 16
- 2015 Le Sanctus I, p. 65 à 78 Revue de l'ABF, no 17
- 2016 Le Sanctus II, p. 65 à 84 Revue de l'ABF, no 18
- L' Agnus Dei I, p. 109 à 127 Revue de l'ABF, no 19
- Beethoven et le silence, p. 89 à 108 Revue de l'ABF, no 19
- 2015 Silence, Beethoven compose !, p. 98 à 113 Revue Une larme du diable no 6
- 2017  Le tropisme russe de Beethoven, brochure du 42e Festival de Quatuors en Luberon
- 2016 Musicologue-conseil pour l'exposition Ludwig Van de la Philharmonie de Paris : réalisation d'une partie du parcours sonore.
- 2016 Article « Le motif Muss es sein? emblème de la pensée de Beethoven » pour le catalogue de l'exposition.
- 2020 " Penser l'Europe unie avec Beethoven", Institut Jacques Delors, Paris, octobre 2020.

## Bernard Fournier et Quartett Forum
Depuis 2014, Bernard Fournier est membre du réseau Quartett Forum dans le cadre duquel il s'occupe notamment des questions de l'écriture contemporaine ainsi que de la pratique amateure et à ce titre il a participé à une table ronde organisée en 2016 à la Philharmonie de Paris sur l'écriture pour quatuor au XXIe siècle.